# Vikka
『vikka』（ヴィカ）は、日本の女性向けのファッション・ライフスタイル雑誌である。三栄書房により2012年（平成24年）に創刊された。
不定期刊とされているが、2014年3月に発刊されたvol.12以降からは隔月のペースで発刊されていた。2017年11月12日発売の12月号をもって休刊。

## 歴史

### 沿革
- 2012年3月23日、創刊。
- 2012年8月28日発刊のvol.2から2012年11月28日発刊のvol.5までは毎月発刊される。
- 2013年2月12日発刊のvol.6以降はvol.11（2012年12月発刊）とvol.12（2014年3月発刊）の間が3か月開いた事例を除き、現在に至るまで奇数月ごとに隔月刊のペースで発刊されている。

### 歴代表紙モデル・見出し
| 号     | モデル名                                 | 見出し |
| ------ | ---------------------------------------- | --- |
| vol. 1 | 木下ココ                                 | オシャレ海外セレブに学べ!! いま、トレンドは「スイート」×「クール」!!                                             |
| vol. 2 | 藤井リナ                                 | オシャレ海外セレブから盗め!! 秋の最新トレンド先取りニュース!!                                                    |
| vol. 3 | 藤井リナ                                 | お洒落有名人に緊急調査!! みんなの憧れ女性ファッション解剖!!                                                      |
| vol. 4 | 藤井リナ                                 | SWEET BUT COOL 可愛いだけじゃつまらない。お洒落上級者はクールとモードを手に入れる。                              |
| vol. 5 | 佐々木希                                 | TOKYO GIRL'S TREND お洒落有名人が注目する東京の最新トレンド丸わかり                                              |
| vol. 6 | 水原希子                                 | 新・オシャレのルール一挙大公開！「ハッピー」＆「ガーリー」な200％女のコ大作戦！                                  |
| vol. 7 | 水原希子                                 | 「ハッピー」＆「ガーリー」が合言葉！ お洒落パワー全開！春のヴィカガールはキュートに肌見せ♡                       |
| vol. 8 | 武井咲                                   | 人気モデルズが特別レッスン！ 可愛さが200%UP 真夏の必勝オシャレ塾                                                 |
| vol. 9 | 宮崎あおい                               | 私たち200%ガールズ･トラッド宣言♡ チェック柄とパンツルックが断然かわいい!!                                        |
| vol.10 | 宮崎あおい                               | スタンダードが今一番かわいい オシャレ女子のガールズトラッド入門                                                  |
| vol.11 | 吉高由里子                               | 冬のお洒落大作戦!! 大人顔のロングコートとXmasギフトが欲しい♡                                                     |
| vol.12 | 蒼井優                                   | パリのベーシックと春のファッション特大号♡ ゆったり膝丈スカートとフレンチトラッドが好き！                         |
| vol.13 | 宮崎あおい                               | ベーシックでお洒落がキーワード! 私たち正統派オシャレ宣言♡                                                        |
| vol.14 | 琉花（Luka）                             | ポロシャツ、Tシャツの大人な着こなし フレンチ気分な夏スタイル♡                                                    |
| vol.15 | 琉花（Luka）                             | あったかくてお洒落な 秋のニット大好き宣言♡                                                                       |
| vol.16 | 小松菜奈                                 | ベーシックで上品がキーワード! 上質コートを可愛く着たい♡                                                          |
| vol.17 | 小松菜奈                                 | 真冬のお洒落ベーシック♡ THE BASIC                                                                                |
| vol.18 | 満島みなみ                               | I’M NOT A GOOD GIRL BUT A GOOD LADY 大人らしく、女性らしく、自分らしくいること。                                 |
| vol.19 | 満島みなみ                               | if only I have DENIM,SHIRT and ONE-PIECE DRESS,I’ll be A GOOD LADY. 私をつくるのは、デニムとシャツとワンピース。 |
| vol.20 | 市川紗椰                                 | ELEGANT,REFINED,INTELLIGENT…FORMING THE STYLE OF THE LADY レディの品格を身にまとう                               |
| vol.21 | 市川紗椰                                 | THE RULES OF MY OWN STYLE 自分らしさのルール                                                                     |
| vol.22 |                                          | 私を幸せにする、上質なsomething                                                                                  |
| vol.23 | 市川紗椰                                 | 大和撫子のニュースタンダード                                                                                     |
| vol.24 |                                          | 春のレディは何着て出かける？                                                                                     |
| vol.25 |                                          | 「おしゃれ上手」の流儀って？                                                                                     |
| vol.26 | 森絵梨佳                                 | 女っぷりを上げるのは、フェミニントラッド!                                                                        |
| vol.27 |                                          | この秋、レディはジェントル・ウーマンへ                                                                           |
| vol.28 | 森絵梨佳                                 | 女は、愛嬌とニットとコート                                                                                       |
| vol.29 |                                          | 30歳で買い替えたいもの                                                                                           |
| vol.30 | 市川紗椰                                 | カジュアル通勤派はフェミニン×トラッドで行こう！春の仕事服、おしゃれ格上げ計画。                                  |
| vol.31 | 波瑠                                     | 「Tシャツ、デニムでもおしゃれな理由Elegant-chic Casual Style夏のカジュアルは〝シンプルだけど、上品〟がいい！」   |
| vol.32 |                                          | |
| vol.33 |                                          | My dear Classic lady in Autumn.クラシックを着よう。                                                              |
| vol.34 | BLACK GRAY WHITE冬の私は、毎日モノトーン | |

## 誌面について

### 扱うコンテンツ（ソフト面）

#### ファッション
「A GOOD LADY’S FASHION MAGAZINE」をコンセプトに、主にトラッドやフレンチカジュアルと呼ばれるスタイルを扱っている。シャツやジーンズ、ワンピースといった定番アイテムによるシンプルでベーシックなファッションを基本としながらも、バランスを見ながら流行を取り入れたスマートなスタイルを提案している。また、創刊当初は着回し術などの実用性にフォーカスした特集が組まれることが多かったが、最近は商品が魅力的に映えるコーディネートを厳選して取り上げられる事例が多い。創刊当初は外国人モデルを多く起用していたが現在は日本人モデルが主流。

#### ライフスタイル・カルチャー
読者層は20代が中心で、ファッションだけでなく20代女性のライフスタイルやカルチャーに関する情報も掲載している。とりわけ「レディであること」に重点を置き、ファブリックやキッチンツール、文房具といった日常品のブラッシュアップによる上質なライフスタイルの提案から、「相手に喜ばれる物の贈り方」「聞き上手になる」といった生活の中での心構えまで、幅広い分野にわたり「レディらしさ」を追求している。vol.20では「レディの品格を身にまとう」という特集が取り上げられ、新鮮な切り口と説得力の高さから、
Fashionsnap.comで毎月取り上げられるベストオブマガジンに選ばれた。

### 誌面デザイン（ハード面）
白背景を基本とし、切り抜いた商品の写真をフラットに配置するデザインが多い。余白を多用したデザインとグリッドを意識させるレイアウトが多く、全体を通してすっきりとした印象を与える。これにより、掲載商品が多い場合も適度なスペースを確保し、ごちゃごちゃとした印象を抑え圧迫感も感じにくくさせている。
見出しや本文テキスト、装飾はモノトーンでシンプルなものが多く、洗練された印象を与える。
誌面で扱われるシンプルでスマートなファッションやコンテンツ（ソフト）とエディトリアルデザイン（ハード）が相応することで、全体の統一感を感じさせ完成度を高めている。

## 姉妹誌
姉妹誌としては2002年創刊の「FUDGE」がある。扱う系統や紙面構成も類似する点が多い。創刊当初は姉妹誌として位置づけられていたが、現在は「FUDGE◯◯年◯月号増刊」と明記され、位置づけの変化が見受けられる。

## 競合誌
- THE BOOKS Publishing「CLUEL」
- 双葉社「RUDI」